# Albit
Albit (Gahn, Berzelius, 1815), chemický vzorec NaAlSi3O8, je trojklonný minerál patřící do skupiny sodno-vápenatých živců. Jeho obsah v horninách je jeden z klíčových faktorů, ke správnému zařazení horniny do skupiny a jejímu přesnému určení. Název pochází z latinského albus – bílý, podle jeho nejčastější barvy.

## Původ
Důležitá součást alkalických magmatických hornin (alkalická žula, alkalický syenit, alkalický ryolit, alkalický trachyt), v pegmatitech a v přeměněných horninách. V usazených horninách již méně.

## Morfologie
Vytváří zrnité a masivní agregáty, krystaly jsou prizmatické, tabulkovité, často dvojčatí.

## Vlastnosti
- Fyzikální vlastnosti: Tvrdost 6–6,5, křehký, hustota 2,62 g/cm³, štěpnost velmi dobrá podle {001} a {010}, lom nerovný.
- Optické vlastnosti: Barva: bílá, šedá, namodralá. Lesk skelný, perleťový, průhlednost: průhledný až průsvitný, vryp bílý.
- Chemické vlastnosti: Složení: Na 8,3 %, Al 10,77 %, Si 31,50 %, O 48,66 %, malé množství Ca 0,76 %. V kyselinách nerozpustný. Před dmuchavkou se obtížně taví na sklo, přítomný Na barví plamen žlutě.

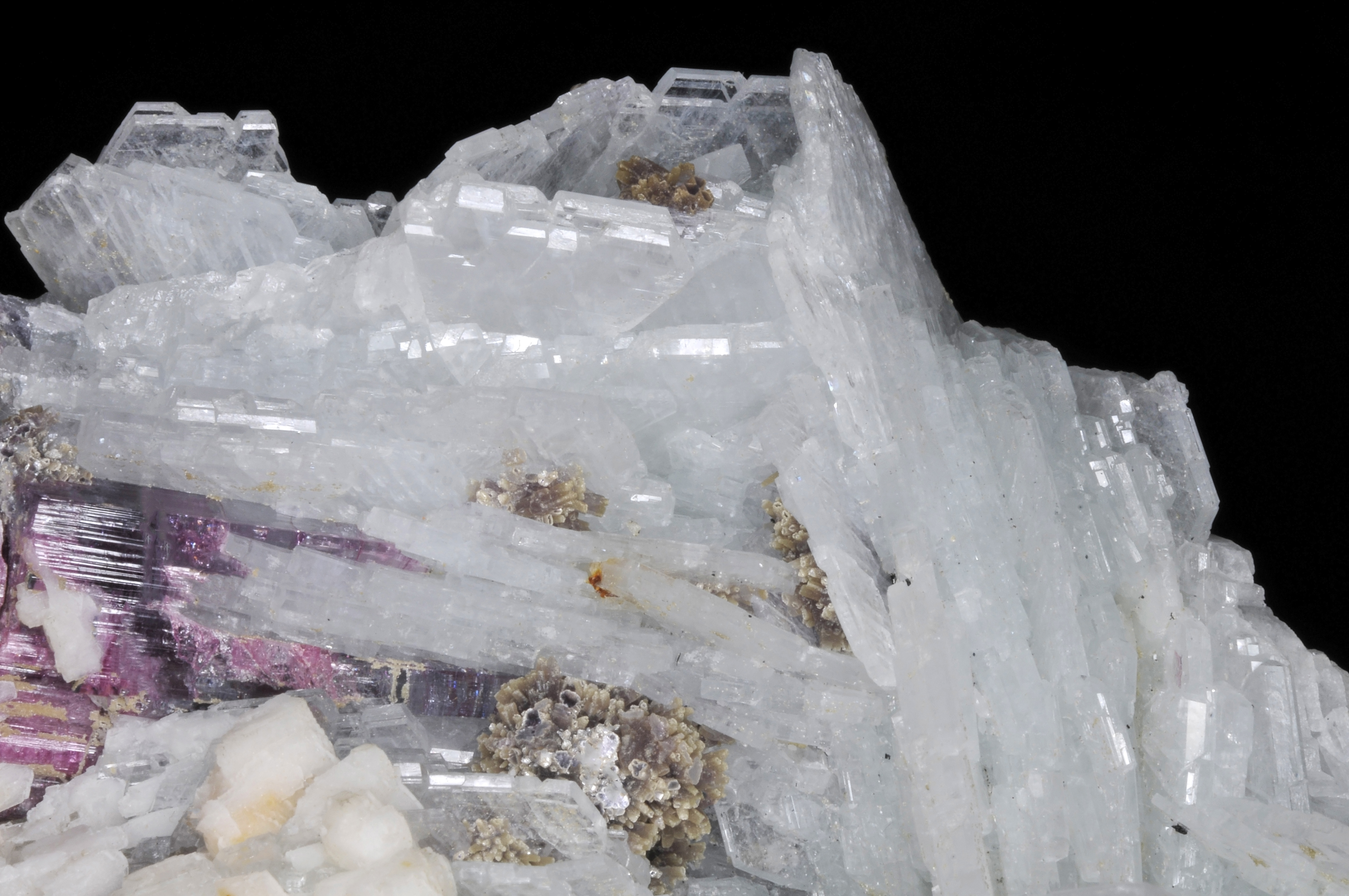
Krystaly tabulkovitého cleavelanditu společně s rubelitem

## Odrůdy

### Cleavelandit
Cleavelandit je odrůda albitu, tvořená převážně drobnými tabulkovitými krystaly. Byl pojmenován v roce 1832 Henry J. Brookem na počest slavného amerického geologa Parkera Cleavelanda. Můžeme ho nalézt převážně v pegmatitech, například na lokalitě Věžná na Vysočině v České republice.

## Podobné minerály
- amblygonit, skapolit, gehlenit, melilit, ortoklas, sanidin, mikroklin

## Parageneze
- křemen, ortoklas, muskovit, biotit

## Využití
V malé míře ve sklářském a keramickém průmyslu. Někdy jako drahý kámen.

## Naleziště
Hojný minerál, důležitý pro klasifikaci hornin.
- Česko – Bobrůvka, Dolní Bory v pegmatitech.
- Slovensko – Rožňava.
- Rakousko – krystaly v Schmirn-Talu.
- Švýcarsko – Bristenstock, Scopi.
- Itálie – ostrov Elba.
- USA – cleavelandit ve Virginii.
- a další.